# ベリオール・カレッジ (オックスフォード大学)

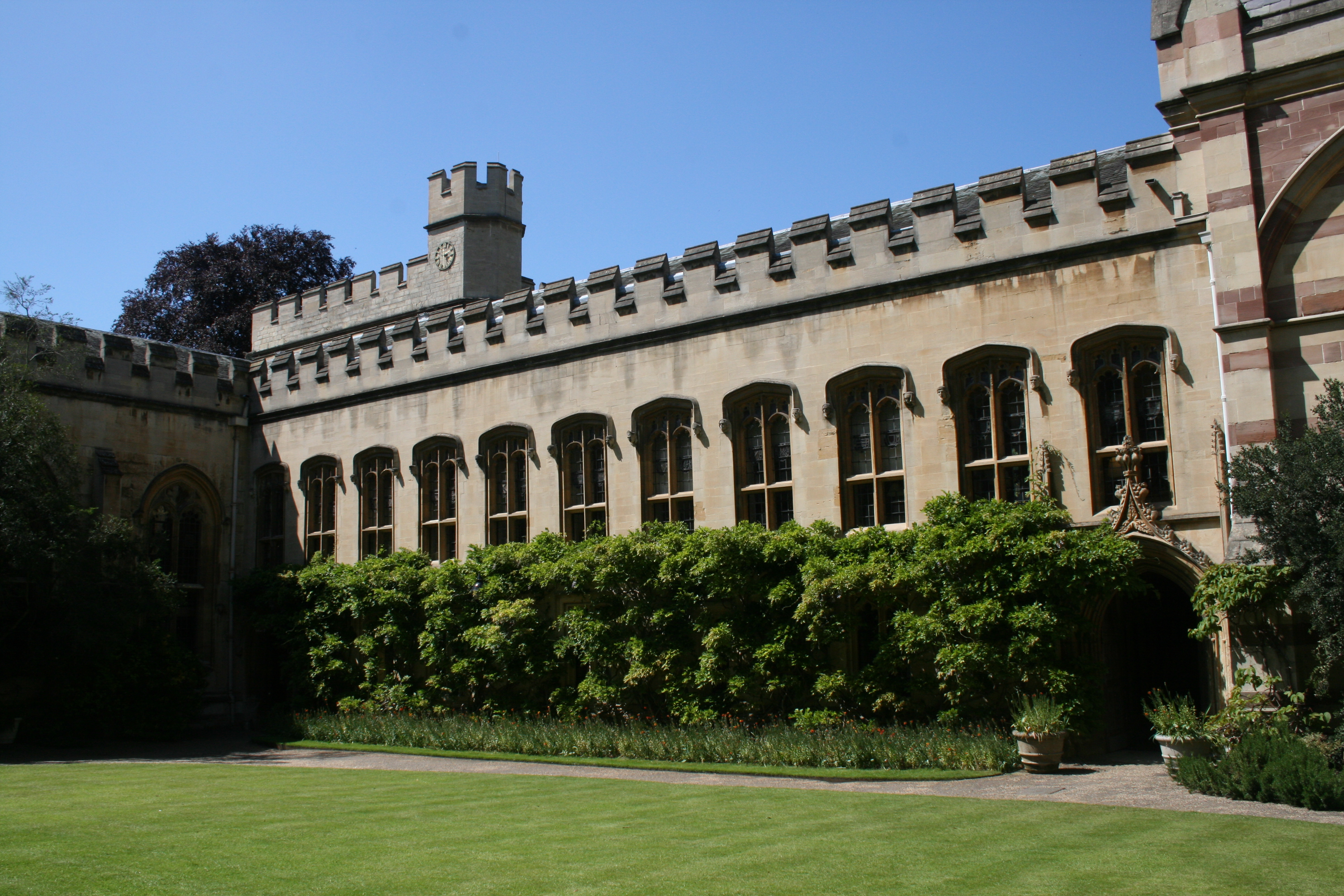
ベリオール・カレッジ

ベリオール・カレッジ（英: Balliol College [ˈbeɪliəl])）は、1263年に設立された、オックスフォード大学を構成するカレッジのひとつ。
このカレッジの卒業生には、4人の首相経験者、5人のノーベル賞受賞者、大勢の文学者や写真家がいる。
政治経済学者アダム・スミスが、おそらく、最もよく知られた卒業生である。
最も人気があるカレッジで、2005年度は入寮希望者が全39カレッジの中で最多だった。伝統的に、学部生の政治活動が盛んである。
また皇后雅子が外務省職員時代に留学している。
- 学部生数: 403人
- 大学院生数: 228人

## 歴史
ベリオール・カレッジは、1263年頃に Bishop of Durhamの指導のもとJohn I de Balliolによって設立された。
1268年の彼の死後、 彼の未亡人であった Dervorguilla of Galloway (彼らの息子と孫は共にスコットランド王となった）が、彼女が資本提供して、1282年にカレッジの定款に定式化したようにカレッジの業績を確保するように段取りをした。その記録は今日も残っている。
1881年の定款によると、1887年に「New Inn Hall」がベリオール・カレッジに統合された。
ベリオールは、「New Inn Hall」の運営と、他の記録（1831年～1887年）と共に、18世紀の法律書を蔵書する「New Inn Hall」の図書館も買収した。

### 伝統と慣習
多くのより古いカレッジと同様にベリオールは、数世紀にわたって独自の伝統と慣習を発展させてきた。その多くは、カレンダーに特定の日を占めている。
このカレッジの守護聖人は、アレクサンドリアのカタリナである。彼女の祭日(11月25日)には、正式なディナーがベリオールのすべての最終学年の学生のために開催される。この祭りは、1550年までに確立した。
別の重要な祭りにSnellディナーがある。このディナーは、John Snellを偲んで開催される。彼の寄付金は、グラスゴー大学からベリオールで学ぶために来た学生のための奨学金を確立した。最初の奨学生は1699年に入学を許可され、そのひとりがアダム・スミスであった。この祭りには、ベリオール・カレッジのフェロー、現在のSnell奨学生、グラスゴー大学とケンブリッジのSt Johnカレッジからの代表が出席する。

## 学術研究機関
ベリオール・カレッジと以前の学長Andrew Grahamは、2000年から2001年にかけて、オックスフォード・インターネット・インスティテュートの設立において主要な役割を果たした。これは、インターネットが社会に与える影響に特化した、大学における世界初の学術横断的な研究とポリシーのセンターであった。これは、オックスフォード大学の部門であるが、ベリオール・カレッジに在り、前学長（William Dutton）はベリオール・カレッジのプロフェッショナルフェローであった。

## ノーベル賞受賞者
卒業生及び所属研究者を記載。
- シリル・ヒンシェルウッド - 物理化学者、ノーベル化学賞
- ジョン・ヒックス - 経済学者、ノーベル経済学賞
- バルーク・サミュエル・ブランバーグ - 医学者、ノーベル生理学・医学賞
- アンソニー・レゲット - 物理学者、ノーベル物理学賞
- オリヴァー・スミティーズ：遺伝学者、ノーベル生理学・医学賞

## イギリスの首相
- ハーバート・ヘンリー・アスキス（ベリオールを「努力不要な優越のもの静かな意識（the tranquil consciousness of an effortless superiority」）と描写したことがある人）
- ハロルド・マクミラン
- エドワード・ヒース
- ボリス・ジョンソン